# Уммюгюльсюм-султан (дочь Мехмеда ΙV)
Уммюгюльсю́м-султа́н (тур. Ümmügülsüm Sultan), также Умми́-султа́н (тур. Ümmi Sultan) и Гюльсю́м-султа́н (тур. Gülsüm Sultan; до 1680, Стамбул — 10 мая 1720, ?), — дочь османского султана Мехмеда ΙV (1642—1693). Уммюгюльсюм была замужем за Кючюк Османом-пашой, от которого родила двоих дочерей.

## Имя
В «Истории Силахдара» Фындыклылы Мехмеда-аги эта султанша названа «Умми-султан, одна из наследниц покойного султана Мехмеда Хана» (тур. merhum Sultan Mehmed Han duhterlerinden Ümmi Sultan), а в «Истории Рашида», автором которой был последователь Мустафы Наимы, она упоминается как Гюльсюм-султан (тур. Gülsüm Sultan) и Уммюгюльсюм-султан (тур. Ümmügülsüm Sultan). В архивах дворца Топкапы она также упоминается как Умми-султан. Вместе с тем, турецкий историк Недждет Сакаоглу и османист Энтони Олдерсон называли её Уммюгюльсюм-султан, турецкий историк Чагатай Улучай — Умми-султан, а османский историк Сюрея Мехмед-бей приводил два варианта — Уммюгюльсюм-султан и Умми-султан. Кроме того, Сюрея указал, что у Мехмеда IV было две дочери с именем Умми.

## Биография
Уммюгюльсюм-султан родилась в Стамбуле в семье османского султана Мехмеда ΙV. Недждет Сакаоглу предполагал, что родилась она до 1680 года. О жизни Уммюгюльсюм-султан информации крайне мало. В архиве дворца Топкапы сохранились документы, согласно которым она отправилась в Эдирне вместе с гаремом дяди-султана Сулеймана II в мае 1691 года.
По данным Чагатая Улучая, в 1675 году на свадьбе её сестры Хатидже-султан Уммюгюльсюм была обручена с членом могущественного семейства Кёпрюлю Мерзифонлу Кара Мустафой-пашой, но из-за юного возраста невесты брак был отложен, а затем, в 1683 году, Мерзифонлу и вовсе был казнён после поражения турецкой армии в битве под Веной.
Уммюгюльсюм прожила в гареме дворца Эдирне несколько лет и, после того, как достигла брачного возраста, была выдана замуж за силахдара Кючюк Османа-пашу, который стал вторым визирем уже в правление другого дяди султанши — Ахмеда II. Улучай отмечал, что султан Ахмед II очень любил Уммюгюльсюм и желал устроить её брак в своё правление. Сведения о времени проведения никяха в разных источниках разнятся: указываются 15 декабря 1693 года, 13 января 1694 года, 11 апреля 1694 года, а также 1693/1694 годы; махр составлял «шесть раз по сто тысяч курушей».
После свадьбы Осман-паша оставил должность силахдара и получил для проживания отремонтированный и полностью обставленный дворец покойного Синана-паши возле «хаммама Бейлербейи в Эдирне». Вместе с тем, Улучай писал, что супруги жили во дворце Синана-паши в Стамбуле. 11 апреля 1694 года во дворце Османа-паши был устроен приём для султана Ахмеда II, его хасеки Рабии-султан и государственных деятелей: чиновники собрались в султанском дворце в Эдирне, после чего с торжественным шествием отвезли невесту во дворец Османа-паши; Олдерсон называл датой заключения брака Уммюгюльсюм и Османа-паши день шествия — 11 апреля 1694 года. В «Истории Рашида» и Zübde-i vekayiat Дефтердара Сары Мехмеда-паши перечислены дары, которые получили супруги в этот день. В браке с Османом-пашой Уммюгюльсюм родила двоих дочерей: Фатьму Ханым-султан и Хатидже Ханым-султан.
Уммюгюльсюм умерла 10 мая 1720 года. По данным Улучая, Уммюгюльсюм умерла молодой; Сакаоглу же писал, что она, вероятно, не дожила до 40 лет. Уммюгюльсюм была похоронена в мавзолее Турхан-султан в Новой мечети в Стамбуле. Супруг пережил Уммюгюльсюм-султан на 7 лет, а их дочери были похоронены на кладбище при Новой мечети.

## Комментарии
1. ↑  По данным Сакаоглу, Фатьма родилась в 1699 году и умерла в 1730[1]. Сюрея же писал, что она скончалась в 1701/1702 годах[4], Улучай — в 1701[8], а Олдерсон — 1701[2].
2. ↑  Сакаоглу писал, что Хатидже родилась в 1701 году и умерла в детстве[1]. В то же время, Улучай указал датой смерти Хатидже 1698 год[8], Сюрея 1699/1700 года[4], а Олдерсон — 1699 год[2].